# Monika Simmler
Monika Simmler (* 12. Januar 1990 in St. Gallen) ist eine Schweizer Politikerin und Rechtswissenschaftlerin.

## Politische Karriere
Simmlers politische Karriere begann mit ihrer Wahl ins Co-Präsidium der Jungsozialisten im Kanton St. Gallen im April 2008. Davor wurde sie bereits 2007 in die Geschäftsleitung der SP Kanton St. Gallen gewählt. Mit ihrer Wahl 2009 in die Geschäftsleitung der JUSO Schweiz wurde sie auch ex officio Mitglied der Geschäftsleitung der Sozialdemokratischen Partei der Schweiz. Ende November 2011 trat sie aus den Ämtern auf Bundesebene zurück, und im Mai 2012 trat sie nicht mehr als Präsidentin der JUSO im Kanton St. Gallen an.
Im Herbst 2012 wurde Simmler bei den St. Galler Stadtparlamentswahlen ins Stadtparlament gewählt. Nach dem Rücktritt von Claudia Friedl wurde Simmler Präsidentin der SP Kanton St. Gallen. Dieses Amt hatte sie bis zu ihrem Rücktritt im April 2016 vier Jahre inne.
Im Februar 2016 wurde Simmler in den Kantonsrat gewählt, wo sie der SP-Fraktion angehört. Seit 2020 ist sie zudem Mitglied der Finanzkommission. Nach ihrer Wahl in den Kantonsrat trat Simmler aus dem Stadtparlament zurück.

## Berufliche Karriere
Simmler schloss ein Studium der Rechtswissenschaften ab und promovierte 2017 im Strafrecht und in der Kriminologie an der Universität Zürich. Sie war von 2014 bis 2016 wissenschaftliche Mitarbeiterin an der Universität St. Gallen. Danach war sie von 2016 bis 2018 als Gastforscherin an der Columbia University, an der University of Oxford und an der Universität Wien tätig.
Seit 1. April 2021 ist Simmler Assistenzprofessorin für Strafrecht, Strafprozessrecht und Kriminologie (mit Tenure Track) an der Universität St. Gallen. Sie leitet zudem als Co-Direktorin das Kompetenzzentrum für Strafrecht und Kriminologie an der Universität St. Gallen.

## Privates
Simmler wohnt in St. Gallen. Sie besitzt die schweizerische und österreichische Staatsbürgerschaft.